# Búlandstindur
Der Búlandstindur ist ein Berg in Ostisland mit einer Höhe von 1069 m. Er steht am Westufer des Fjordes Berufjörður und ist gut vom Ort  Djúpivogur aus sichtbar.

## Entstehung des Berges
Auffallend an dem Berg ist seine Pyramidenform. Er besteht sehr deutlich aus fast waagrechten, unterschiedlich dicken Schichten. 
Der Berg besteht hauptsächlich aus Basaltlagen. Dazwischen haben sich auch etliche Sedimentschichten aus Sand, Lehm und Erde geschoben, teilweise durchsetzt mit Resten von Bewuchs (Holzkohleschichten).
Die Basaltschichten sind etwa 6 bis 7 Millionen Jahre alt und entstammen zwei verschiedenen Zentralvulkanen, die unteren dem Álftafjörðurvulkan, der sich südlich des Búlandstindur befand, die oberen dem Breiðdalsvulkan. Dieser lag im Nordwesten des Berges.
Vor etwa drei Millionen Jahren, als die Gletscher der Eiszeit auf Island ruhten, reichten Gletscherzungen in den Kaltzeiten bis ans Meer hinunter und füllten auch die Täler der heutigen Fjorde Álftafjörður und Berufjörður aus. Der Berg ragte als Nunatak aus diesen Gletschern hervor. Hinter ihm schabten außerdem noch kleinere Talgletscher, so dass die Gletschererosion von allen Seiten an ihm wirkte. Die damalige Landschaft kann man sich in etwa wie jene in Ost-Grönland vorstellen.

## Goðaþrep
In etwa 600 m Höhe erkennt man eine deutliche breite Stufe am Búlandstindur. Diese heißt Goðaþrep, die Götterstufe, oder Goðaborg, der Götterfelsen. Man sagt, dass man ähnlich wie am Goðafoss, dem Wasserfall im Norden des Landes, nach der Christianisierung im Jahre 1000 hier die alten Götterbilder hinuntergeworfen hätte.